# 川辺町立川辺西小学校
川辺町立川辺西小学校（かわべちょうりつ かわべにししょうがっこう）は岐阜県加茂郡川辺町にある公立の小学校。
校区は中川辺、下川辺、西栃井などである。

## 沿革
- 1873年（明治6年） - 中川辺村に貫誠舎、西栃井村に玉光舎、下川辺村に有隣舎が開校する。
- 1874年（明治7年） - 貫誠舎に玉光舎を併合する。
- 1876年（明治9年） - 貫誠舎に有隣舎を併合する。
- 1877年（明治10年） - 貫誠舎が中川辺学校に改称する。
- 1886年（明治19年） - 中川辺尋常小学校に改称する。
- 1887年（明治20年） - 周辺22ヶ村で組合立の高等学校を設置。
- 1888年（明治21年） - 組合が解散。中川辺尋常小学校に高等科を設置し、川辺尋常高等小学校に改称する。
- 1889年（明治22年）7月1日 - 下川辺村、中川辺村、西栃井村、石神村が合併し、川辺村が発足。
- 1897年（明治30年）4月1日 - 上川辺村の大部分と合併して川辺町が発足。
- 1898年（明治31年） - 上川辺の下麻生尋常小学校上川辺分校が、川辺尋常高等小学校上川辺分校（1899年に上川辺分教場、1947年に上川辺分校に改称）となる。
- 1901年（明治34年） - 上川辺分教場が上川辺尋常小学校となり独立。
- 1909年（明治42年） - 
  - 川辺尋常高等小学校が現在地に移転。
  - 上川辺尋常小学校が川辺尋常高等小学校に併合され、川辺尋常高等小学校上川辺分教場となる。
- 1941年（昭和16年） - 川辺国民学校に改称する。
- 1947年（昭和22年） - 川辺町立川辺小学校に改称する。
- 1967年（昭和42年） - 新校舎が完成。
- 1976年（昭和51年） - 上川辺分校が廃止。川辺小学校内に川辺町立川辺小学校上川辺分教室を設置。
- 1979年（昭和54年） - 川辺北小学校の校舎が完成し、川辺小学校内の川辺小学校上川辺分教室が川辺北小学校新校舎へ移転する。
- 1980年（昭和55年）4月1日 - 川辺町立川辺西小学校に改称する。
- 1998年（平成10年） - 新体育館が完成。

## 義務教育学校の計画
- 川辺町の3小学校1中学校を統合し、2030年に義務教育学校を開校することを計画している。校舎は川辺中学校の校舎の改修及び新築を予定している。
- 2025年4月の川辺町長選挙では、義務教育学校を推進していた現職の佐藤光宏が落選し、木下宙が当選。木下は義務教育学校の計画の見直しの方針を示している。